# Valltjärnen (Linsells socken, Härjedalen)
Valltjärnen är en sjö i Härjedalens kommun i Härjedalen och ingår i Dalälvens huvudavrinningsområde.